# Terminal Rodoviário Roberto Silveira
O Terminal Rodoviário de Niterói (oficialmente: Terminal Rodoviário Governador Roberto Silveira) é um terminal rodoviário situado na Avenida Feliciano Sodré, no Centro de Niterói, no Rio de Janeiro, no Brasil. Localiza-se a menos de dois quilômetros da entrada para a Ponte Rio-Niterói. Foi inaugurado em agosto de 1953, ocupando uma área construída de 2 130 metros quadrados. A administração do terminal passou para a iniciativa privada em 1990. Desde então, várias obras foram realizadas em duas etapas, para não prejudicar a circulação nas dependências do terminal nem o atendimento aos usuários. O terminal abriga 60 linhas de ônibus - 36 intermunicipais e 24 interestaduais.

## Características
Após a privatização, plataformas de embarque e desembarque foram refeitas, aumentando a capacidade de transporte de passageiros em 20%. Além das melhorias na infraestrutura, as coberturas de concreto foram substituídas por modernas coberturas metálicas, o teto recebeu nova pintura, os pilares novas pastilhas, as luminárias foram trocadas, as bilheterias informatizadas e o número de guichês aumentou de 15 para 30.